# Beaudricourt
Beaudricourt ist eine französische Gemeinde mit 98 Einwohnern (Stand 1. Januar 2022) im Département Pas-de-Calais in der Region Hauts-de-France. Sie gehört zum Arrondissement Arras und zum Kanton Avesnes-le-Comte. Die Einwohner werden Beaudricourtois genannt.

## Lage
Die Gemeinde Beaudricourt liegt am Südostrand des Artois, 20 Kilometer westsüdwestlich von Arras. Nachbargemeinden von Beaudricourt sind Berlencourt-le-Cauroy im Nordosten, Sus-Saint-Léger im Südosten, Ivergny im Südwesten sowie Estrée-Wamin im Nordwesten.

## Bevölkerungsentwicklung
| Jahr                       | 1962 | 1968 | 1975 | 1982 | 1990 | 1999 | 2006 | 2016 | 2022 |
| Einwohner                  | 141  | 124  | 100  | 97   | 92   | 92   | 99   | 92   | 98   |
| Quellen: Cassini und INSEE |      |      |      |      |      |      |      |      |      |

## Sehenswürdigkeiten

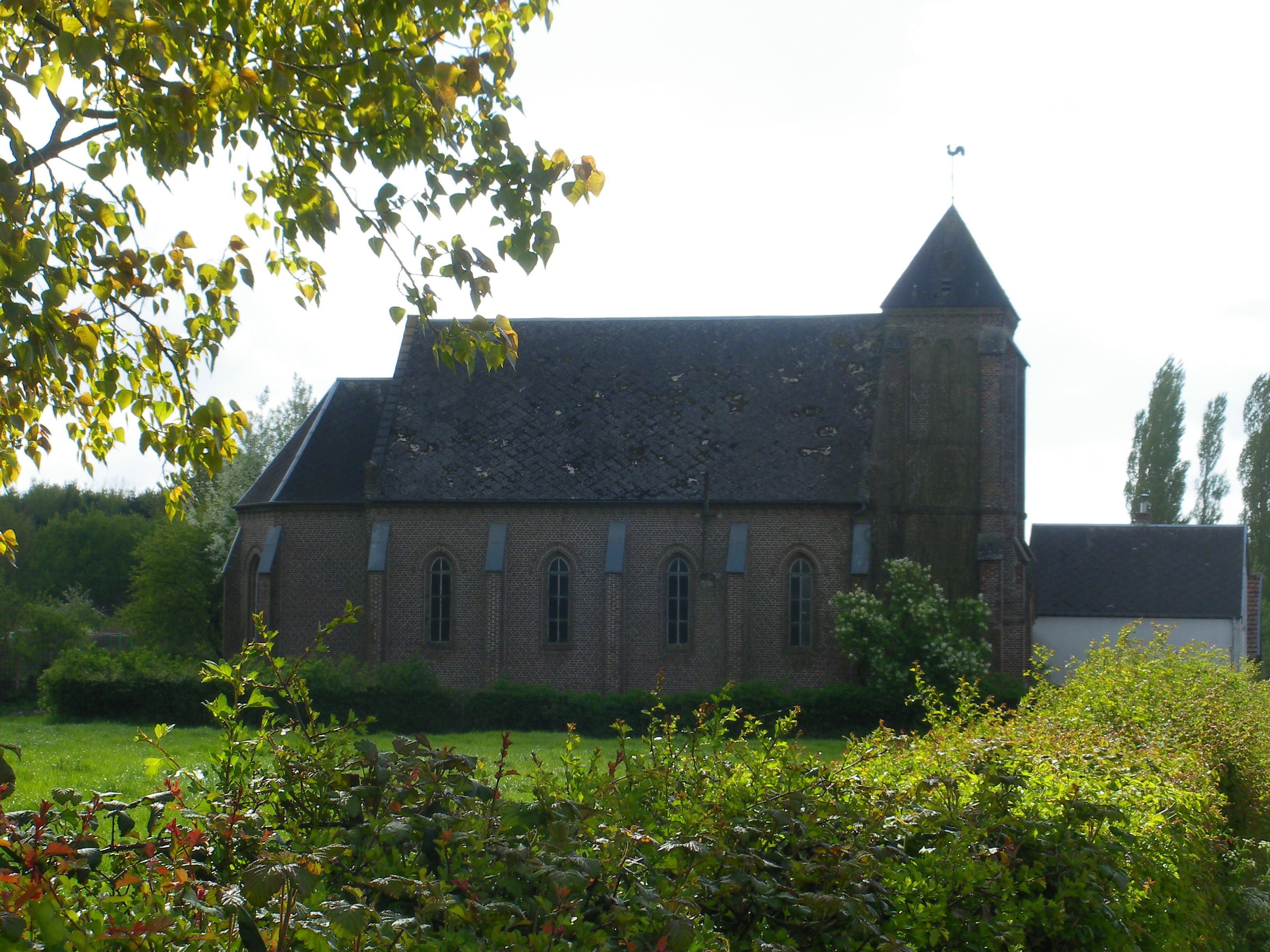
Kirche Saint-Vaast

- Kirche Saint-Vaast
- Wasserturm